# Johannes auf Patmos

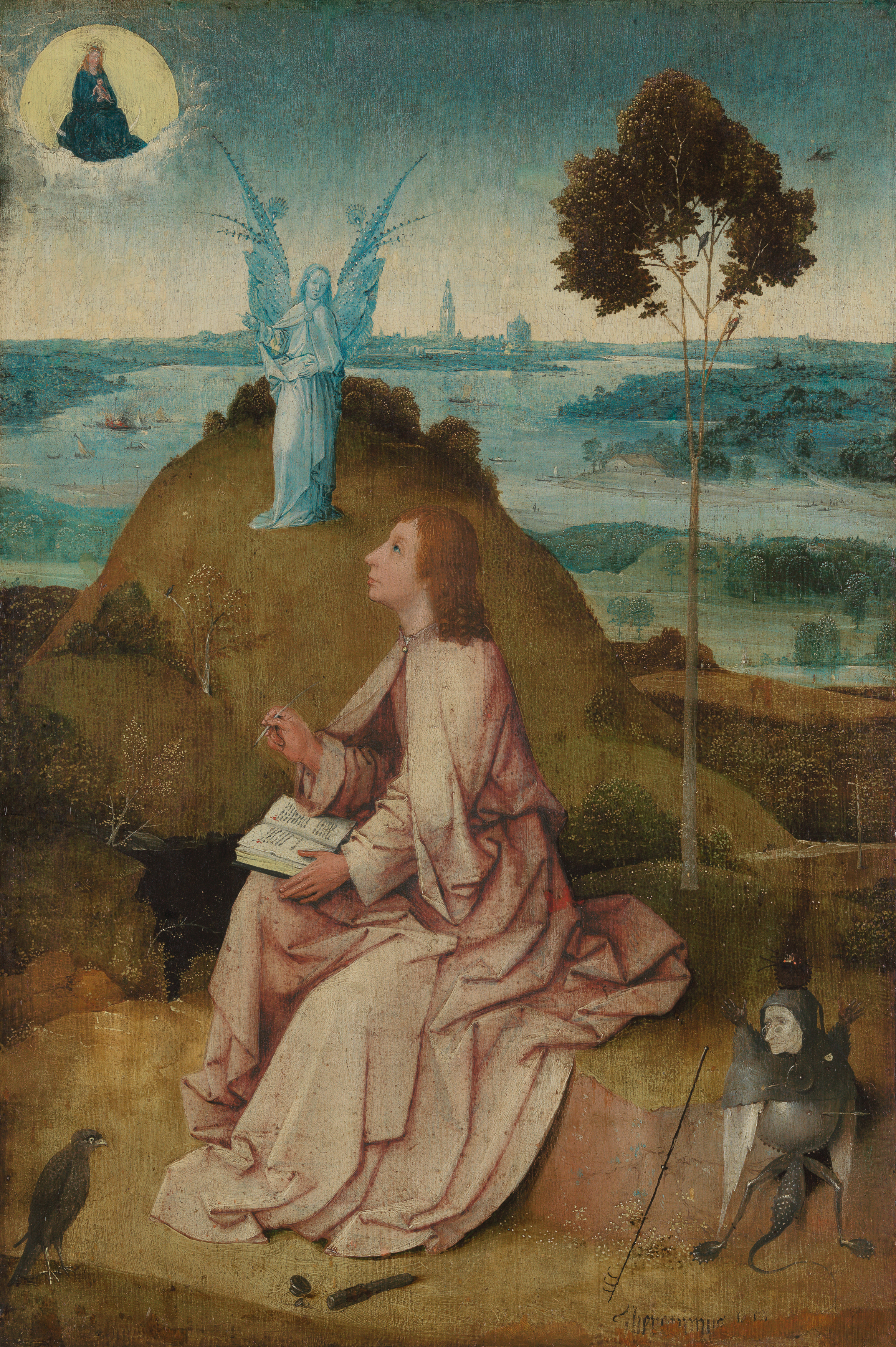
Johannes auf Patmos

Johannes auf Patmos ist ein Gemälde von Hieronymus Bosch. Das 1489 oder etwas später entstandene Gemälde befindet sich in der Gemäldegalerie Berlin. Dargestellt ist die Figur des Evangelisten Johannes, der im Mittelalter auch als Autor des letzten Buches des Neuen Testaments, der Offenbarung des Johannes, angesehen wurde. 
Die Rückseite des Gemäldes ist ebenfalls bemalt; sie zeigt Szenen aus der Leidensgeschichte Christi und das symbolische christologische Motiv des Pelikans, der seine Jungen mit dem eigenen Blut ernährt.
Das Gemälde gehört ursprünglich mit einer weiteren Bildtafel, die eine andere biblische Johannes-Figur (Johannes der Täufer) zeigt, zu einem Altar-Ensemble, das Hieronymus Bosch für die St.-Johannes-Kathedrale seines niederländischen Geburtsortes ’s-Hertogenbosch schuf.
Obwohl das traditionelle Bildprogramm des ‚Johannes auf Patmos‘ den Schreibenden im Exil auf der griechischen Mittelmeerinsel Patmos ansiedelt, zeigt die Bildlichkeit des Bosch-Gemäldes eher eine niederländische Fluss- und Kulturlandschaft. Der in die Höhe gerichtete Blick des Schreibenden bildet mit einer esoterischen Engelsfigur und der Darstellung einer im Himmel thronenden Maria mit dem Kinde eine Bildachse. Am unteren Bildrand sind ein Raubvogel, ein Tintenbehälter und ein surreales Halbwesen mit Insektenleib und menschlichem Haupt zu sehen. Der Vogel bezeichnet das johanneische Evangelisten-Symbol, das Tintenfass die Autorentätigkeit. Das dämonische Zwitterwesen spielt auf den apokalyptischen Inhalt der von Johannes geschriebenen Offenbarung an.